# Morten Nøddebo Nielsen
 Der er for få eller ingen kildehenvisninger i denne artikel, hvilket er et problem. Du kan hjælpe ved at angive troværdige kilder til de påstande, som fremføres i artiklen.

Morten Nøddebo Nielsen (født 25. juli 1957 i Vester Egede ved Rønnede) er en tidligere dansk atlet, der blev medlem af Herlufsholm Gymnastikforening i 1975. Han dyrkede specielt langdistanceløb og Cross country. 
I 1980 og 1981 vandt han sin egen klubs traditionsrige HG Skærtorsdagsløb, som blev løbet første gang i 1936.  
I 1981 blev Nøddebo Nielsen udtaget til verdensmesterskabet i cross i Madrid, og igen året efter i Rom, men han deltog kun i det første VM løb. Mellem 1978 og 1982 vandt han fem individuelle sjællandsmesterskaber og blev mellem 1981 og 1983 udtaget til seks internationale løb. Nøddebo Nielsens personlige rekorder på bane og landevej er alle sat i 1982,han sluttede sæsonen med tre sejre i henholdsvis Holbæk - Roskilde løbet (30 km)  Gåsetårnsløbet (8 km) og Gribskovløbet (12 km) og satte ny rekord i alle tre løb. Han blev derefter nummer to i Eremitageløbet, og nummer fem i Drammen Marathon, og forbedrede Karl Åge Søltofts klubrekord med 36 sekunder. En måned efter vandt han Esbjerg Marathon.
I januar 1983 blev Nøddebo Nielsen udtaget til 1/2 marathon løbet i Egmond Ann Zee i Holland, men kom ikke til at deltage på grund af sygdom. Han blev i april udtaget til London Marathon, hvor han gennemførte på en beskeden placering. Han opnåede aldrig samme niveau som i 1982 og sluttede karrieren i efteråret 1983. 
Nøddebo Nielsen er desuden noteret for en enkelt landskamp.

## Internationale mesterskaber
- 1981 VM i Madrid, 12 km cross Nummer 206.
- 1982  VM i Rom, 12 km cross DNS.

## Danske mesterskaber
- Guld 1980: 4 km cross, hold
- Guld 1983: 20 km landevej, hold
- Sølv 1977: 12 km cross, hold
- Sølv 1978: 15 km landevej, hold
- Sølv 1978: 4 x 1500 meter
- Sølv 1981: 15 km landevej, hold
- Sølv 1982: 4 km cross, hold
- Bronze 1977: 8 km cross, hold (junior)
- Bronze 1979:  4 x 1500 meter
- Bronze 1982: 12 km cross, hold
- Bronze 1982: 15 km landevej, hold
- Bronze 1983: 15 km landevej, hold

## Personlige rekorder

### Bane
- 800 meter: 1.57.1
- 1500 meter: 3.56.8
- 1 mile: 4.17.1
- 3.000 meter: 8.28.8
- 3.000 meter: 8.35.1 (Indendørs)
- 3.000 meter forhindring: 9.21.7
- 5.000 meter: 14.29.63
- Morten Nøddebo Nielsen med kasket10.000 meter: 30.26.6
- 4 x 1500 meter: 16.08.0
- F. Christensen - M. Nøddebo
- R. Petersen - C. Møller

### Landevej
- 15 km: 47.46
- 20 km:  1.04.16
- 30 km:  1.39.20
- Marathon: 2.23.09